# كاتيا شاورمان
كاتيا سخورمان (بالهولندية: Katja Schuurman) هي مغنية وصحفية وممثلة هولندية، ولدت في 19 فبراير 1975 ببونيك في هولندا.

## وصلات خارجية
- كاتيا شاورمان على موقع IMDb (الإنجليزية)
- كاتيا شاورمان على موقع ألو سيني (الفرنسية)
- كاتيا شاورمان على موقع ميوزك برينز (الإنجليزية)
- كاتيا شاورمان على موقع أول موفي (الإنجليزية)
- كاتيا شاورمان على موقع ديسكوغز (الإنجليزية)
- كاتيا شاورمان على موقع قاعدة بيانات الفيلم (الإنجليزية)
- كاتيا شاورمان على موقع كينوبويسك (الروسية)